# Pănțăruș
Pănțărușul (Troglodytes troglodytes), numit și ochiul-boului, este una din cele mai mici păsări din Eurasia, unicul reprezentant al familiei Troglodytidae din Eurasia. Populează pădurile Americilor, Eurasiei și ale nordului Africii. Seamănă cu un bulgăre mic și pufos, din care iese o coadă scurtă și un cioc nu prea mare. Este o pasăre foarte energică și are un glas relativ puternic, comparabil cu cel al privighetorii sau al canarului. Masculii îl folosesc pentru a-și marca teritoriul.

## Istoricul denumirii
Denumirea științifică a speciei, Troglodytes troglodytes, provine din greaca veche, τρωγλοδύτης (troglodytes), care literalmente se traduce ca „locuitor al peșterii”. În zilele noastre la fel sunt numiți și oamenii preistorici, care se adăposteau în peșteri — troglodiți. Însăși pasărea era numită τροχίλος (mai rar τροχῖλος sau τροχεῖλος). Cel mai probabil, pănțărușul era numit asfel datorită formei circulare a cuibului, cu o intrare mică, care amintește de o peșteră.

## Taxonomie

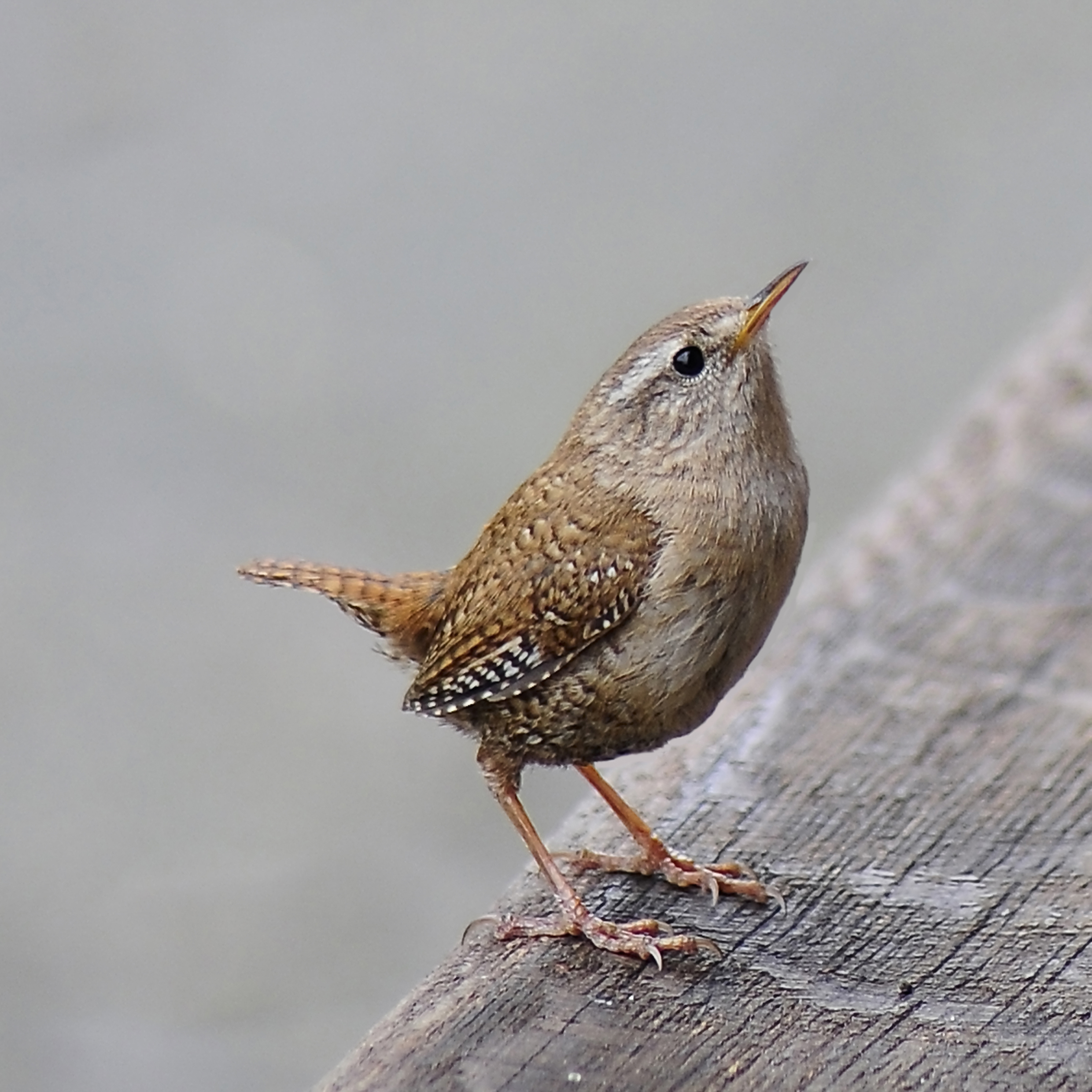
Pănțăruș

Pănțărușul a fost descris de naturalistul suedez Carl Linnaeus în 1758, în cea de-a zecea ediție a lucrării sale Systema Naturae, sub denumirea binomială Motacilla troglodytes. Epitetul specific provine din greaca veche trōglodutēs care înseamnă „locuitor al peșterii”. În 1555, naturalistul german Conrad Gessner folosise numele latin Passer troglodyte pentru pănțăruș eurasiatic în lucrarea sa Historiae animalium. Specia este acum plasată în genul Troglodytes care a fost introdus de ornitologul francez Louis Pierre Vieillot în 1809.
Pănțărușul eurasiatic a fost considerat anterior conspecific cu două specii nord-americane: pănțărușul de iarnă (Troglodytes hiemalis) și pănțărușul de Pacific (Troglodytes pacificus). Unii ornitologi plasează pănțărușul eurasiatic, pănțărușul de iarnă și pănțărușul de Pacific într-un gen separat, Nannus, care a fost introdus de naturalistul suedez Gustaf Johan Billberg în 1828, cu pănțărușul eurasiatic ca specie tip.
S-a estimat că Troglodytes pacificus și Troglodytes troglodytes au împărtășit ultima dată un strămoș comun cu aproximativ 4,3 milioane de ani în urmă, cu mult înainte de ciclurile glaciare ale Pleistocenului, despre care se crede că au promovat speciația în multe linii aviare care trăiesc în pădurea boreală din America de Nord.
Există 28 de subspecii recunoscute ale acestei păsări complexe din punct de vedere taxonomic. Subspecia contestată T. t. orii a dispărut în jurul anului 1940 - dacă a fost într-adevăr un taxon valid și nu doar bazat pe o anomalie. Astfel, în Scoția, pe lângă pasărea tipică T. t. indigenus, există trei subspecii insulare distincte: una, T. t. hirtensis, este limitată la insula St Kilda; alta, T. t. zetlandicus, la insulele Shetland; iar a treia, T. t. fridariensis, la Fair Isle. Pănțărușul din St Kilda este mai cenușie deasupra, mai albă dedesubt, cu bare mai abundente pe spate; pănțărușul din Shetland și pănțărușul din Fair Isle sunt mai întunecate.

## Descriere
Pănțărușul este răspândit în Europa, Africa de Nord, America de Nord, Asia de Sud-Est, Asia Centrală și Asia de Est. Pasărea se hrănește cu păianjeni , insecte, fluturi, muște, precum și cu larvele și ouăle acestora. Pănțărușul nu face parte din categoria păsărilor periclitate. Trăiește în regiunile de câmpie, dar mai ales în regiunile de deal și munte, în păduri, tufișurile din parcuri, fiind întâlnit până la altitudinea de 4.000 de m. În regiunile nordice din Canada sau Siberia de Nord este o pasăre migratoare. Există o fabulă atribuită lui Esop în care în întrecerea cine zboară mai sus, pănțărușul, care era desemnat drept rege al păsărilor, păcălește vulturul.

### Aspect exterior

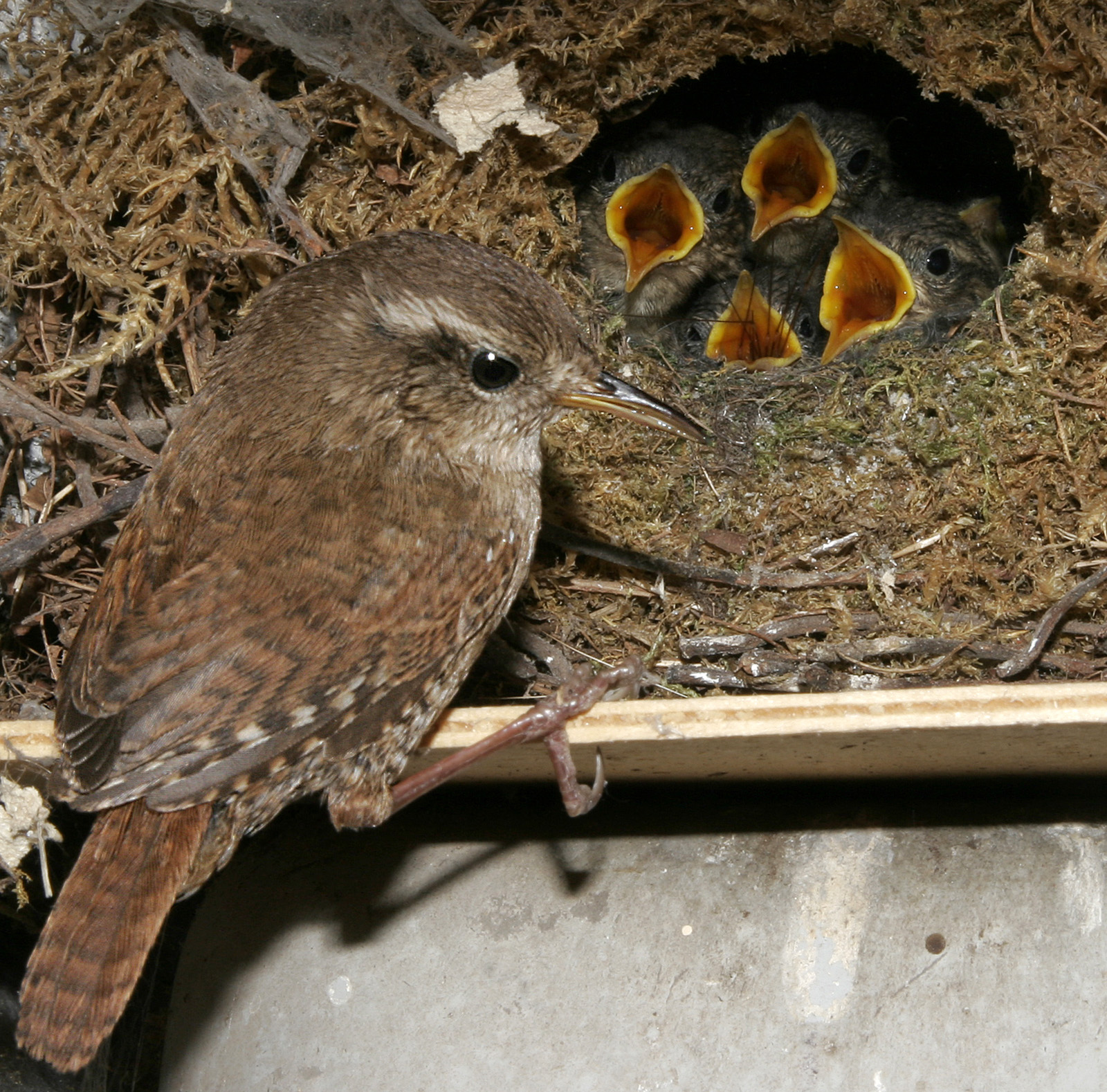
Un pănțăruș lângă cuib

Pănțărușul este una din cele mai mici păsări europene, măsurând doar 9–10,5 cm în lungime, adică aproape de două ori mai puțin decât vrabia. Anvergura aripilor este de 15–17 cm, iar greutatea variază între 8 și 12 g. Are corp îndesat, gât scurt și cap relativ mare. Aripile sunt scurte și rotunjite. Coada este și ea relativ scurtă (cca. 3,5 cm); pănțărușul adeseori o ține ridicată vertical în sus. Ciocul, de forma unui fus, este subțire și puțin îndreptat în jos. Piciorușele sunt foarte puternice și au o culoare roz. Penele sunt moi și pufoase, în partea superioară a corpului au nuanțe roșiatice-cafenii, iar în cea inferioară cafenii-cenușii. Tot corpul e acoperit de minuscule „vălurele”, mai accentuate pe marginea aripilor și la capătul cozii, care fac pasărea să pară vărgată. Deasupra ochilor, firele de puf iau o nuanță albă, uneori nu prea accentuată. Masculii nu diferă la exterior de femele și nici tinerele păsări de cele mature. Singura deosebire este accentuarea mai puternică a nuanțelor roșiatice pe spinare și penele cafenii-deschis pe cap (întunecate la capăt) la tineri.

## Aspect morfologic
Pasărea are o coadă scurtă, fiind de formă aproape rotundă, cu un cioc negru cu galben mic ascuțit. Irisul păsării este brun deschis. Penajul pe partea superioară a corpului este brun-roșcat, iar pe partea inferioară este de culoare albă. Coada pe flancuri și aripile sunt cu striații de culoare brun închis. Lungimea unui pănțăruș poate fi între 9,5 – 11 cm, pasărea cântărind 7,5 - 11 grame.
Pănțărușul se poate cățăra cu ajutorul ghearelor lungi pe un trunchi vertical. Zborul păsării este în linie dreaptă cu bătăi repezi din aripi, dar din cauza aripilor scurte, pasărea nu face parte din categoria zburătoarelor bune.

## Reproducere

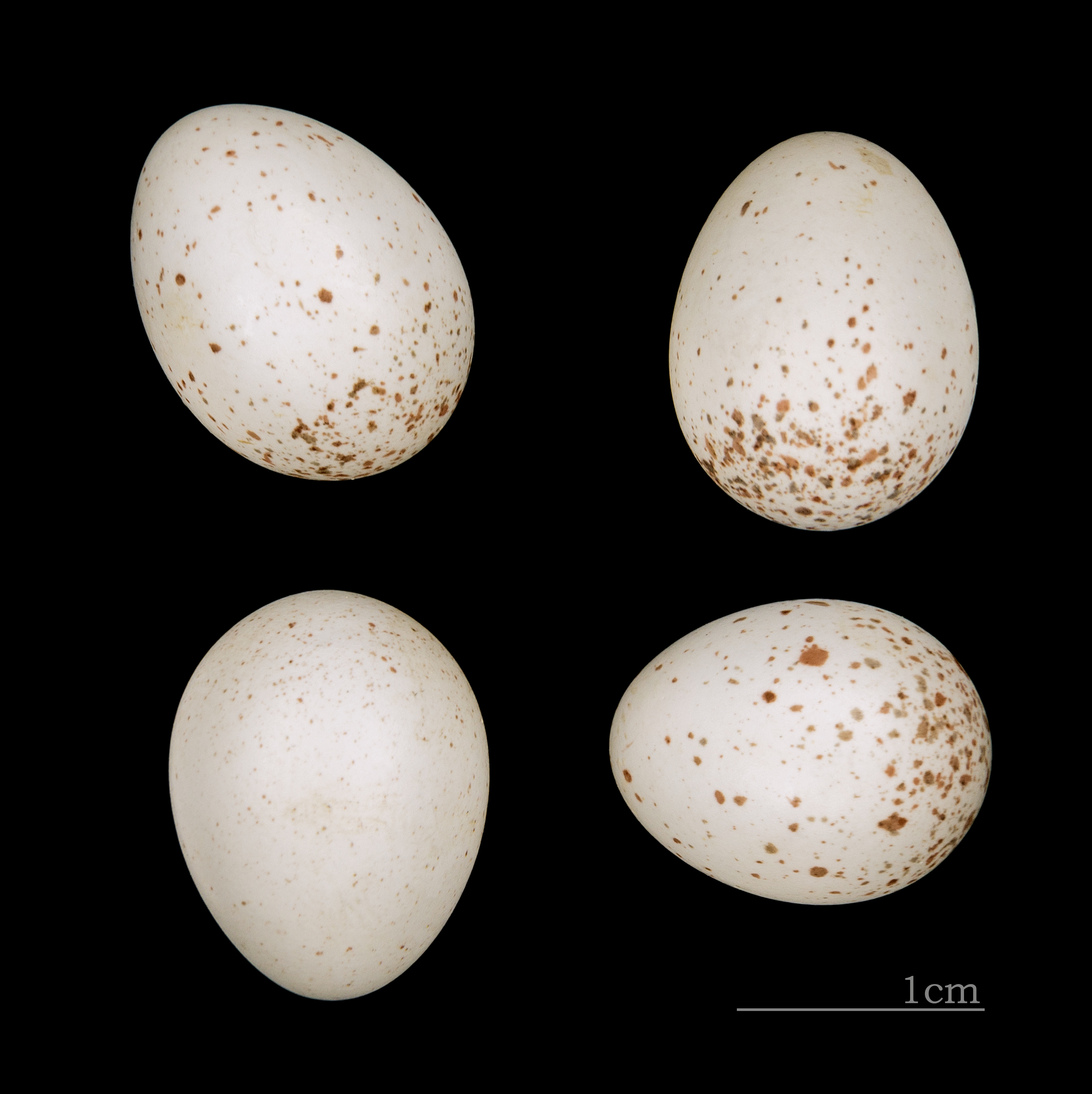
Troglodytes troglodytes

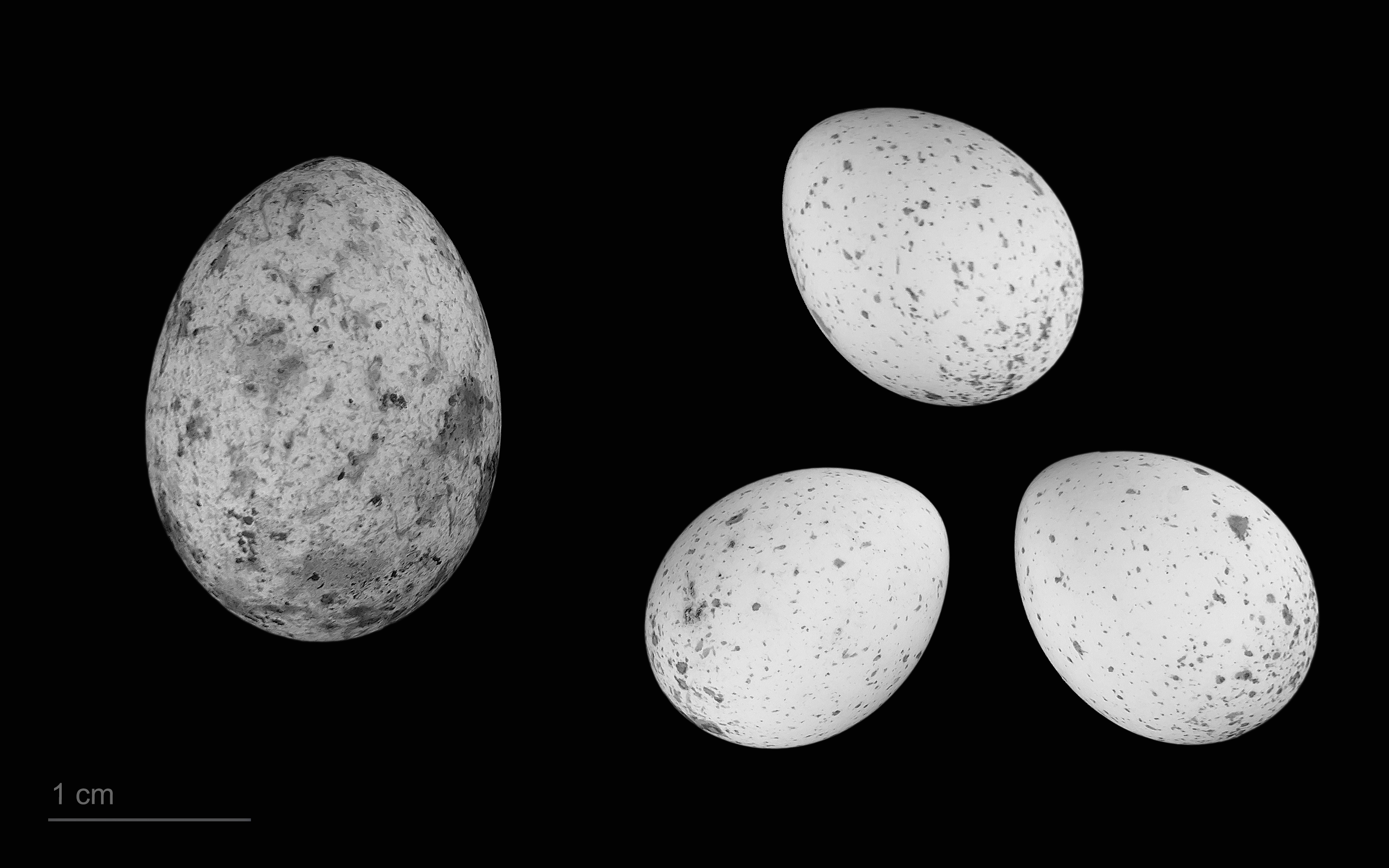
Cuculus canorus canorus într-un cuib de Troglodytes troglodytes - MHNT

Are un cuib sferic-oval, construit de regulă pe sol,  între rădăcinile copacilor sau în scorburi, cu o gaură de acces, marcată de licheni și mușchi. Ponta este depusă prin lunile aprilie-mai fiind alcătuită din 5-6 ouă de culoare albă punctate cu pete ruginii. Femela clocește de două ori pe sezon. Este o pasăre poligamă, mascul împerechinduse frecvent și cu alte femele. Iarna coboară în regiunile de șes, trăind adăpostite în parcurile orașelor.

## Sistematică
| Kladogramm 1
```
|
|						|---Troglodytes sissonii		| 
|						|   (Thryomanes sissonii)		|	
|					|-------|					|
|					|	|	|---Troglodytes musculus	| Clade A
|					|	|-------|				|
|					|		|---Troglodytes aedon		|
|				|-------|						|
|				|	|---Troglodytes brunneicollis			|
|				|
|			|-------|
|			|	|---Troglodytes rufociliatus
|			|
|		|-------|
|		|	|	|---Troglodytes rufulus
|		|	|-------|
|		|		|	|---Troglodytes ochraceus
|		|		|-------|
|		|			|---Troglodytes solstitialis 
|      |--------|
|      |	|---Thryorchilus browni
|------|
|      |---Cistothorus platensis
|
|---Zaunkönig (Nannus troglodytes)
```

```
| Kladogramm 2
|			        |---Troglodytes sissonii 	        |
|				|   (Thryomanes sissonii)               |
|			|-------|				        |
|			|	|	|---Troglodytes musculus	| Clade A
|			|	|-------|			        |
|			|		|---Troglodytes aedon		|
|		|-------|					        |
|		|	|---Troglodytes brunneicollis			|
|		|
|		|	
|		|		|---Troglodytes rufulus
|		|	|-------|
|		|	|	|	|---Troglodytes ochraceus
|		|	|	|-------|
|		|	|		|---Troglodytes solstitialis 
|      |--------|	|
|      |	|-------|
|      |		|---Troglodytes rufociliatus
|      |
|------|
|      |---Thryorchilus browni
|
|      |---Cistothorus platensis
|------|
|      |---Pănțăruș (Nannus troglodytes)
```